# Алењ
Алењ (фр. Alaigne) насеље је и општина у јужној Француској у региону Лангдок-Русијон, у департману Од која припада префектури Лиму.
По подацима из 2011. године у општини је живело 343 становника, а густина насељености је износила 24,75 становника/km². Општина се простире на површини од 13,86 km². Налази се на средњој надморској висини од 330 метара (максималној 444 m, а минималној 244 m).

## Демографија
| 1962. | 1968. | 1975. | 1982. | 1990. | 1999. | 2011. |
| ----- | ----- | ----- | ----- | ----- | ----- | ----- |
| 364   | 385   | 366   | 330   | 290   | 300   | 343   |

График промене броја становника у току последњих година